# Озерки (деревня, Нюксенский район)
Озерки — деревня в Нюксенском районе Вологодской области.
Входит в состав Нюксенского сельского поселения (с 1 января 2006 года по 8 апреля 2009 года входила в Красавинское сельское поселение), с точки зрения административно-территориального деления — в Дмитриевский сельсовет.
Расстояние до районного центра Нюксеницы по автодороге — 51 км. Ближайшие населённые пункты — Побоищное, Озерки, Матвеево.
По переписи 2002 года население — 60 человек (29 мужчин, 31 женщина). Всё население — русские.